# Ngonidzashe Makusha
Ngonidzashe Makusha (Zimbabue, 11 de marzo de 1987) es un atleta de zimbabuense, especialista en la prueba de salto de longitud, con la que llegó a ser campeón mundial en 2011.

## Carrera deportiva
En el Mundial de Daegu 2011 gana la medalla de bronce en la prueba de salto de longitud, con un salto de 8,29 metros, quedando por detrás del estadounidense Dwight Phillips y el australiano Mitchell Watt que ganó la plata.